# Charleville-Mézières
Charleville-Mézières è un comune francese di 46 428 abitanti capoluogo nel dipartimento delle Ardenne nella regione del Grand Est. Ha dato i  natali al poeta Arthur Rimbaud.

## Storia
Charleville-Mézières ha riunito i comuni adiacenti per diversi decenni per diventare il comune che è oggi. In origine, Charleville (XVII secolo) fondata da Carlo I di Gonzaga-Nevers e Mézières (X secolo), erano le città madri dell'agglomerato. Si sono fusi nel 1966 con Montcy-St-Pierre, Étion e Mohon.

### Simboli
Lo stemma è stato adottato il 1º ottobre 1966 in occasione della fusione di Charleville e Mézières.
Nella parte inferiore è riprodotto l'emblema di Charleville che risale al 1613 e nel capo quello della Contea di Rethel da cui dipendeva Mézières.

### Onorificenze
- Croix de guerre 1914-1918
- Croix de guerre 1939-1945

## Monumenti e luoghi d'interesse
- Basilica di Nostra Signora della Speranza
- Palais des Tournelles, ospita l'École royale du génie de Mézières
- Piazza Ducale

## Cantoni
Prima della riforma del 2014 il territorio comunale della città di Charleville-Mézières era suddiviso tra i seguenti 5 cantoni:
- cantone di Charleville-Centre
- cantone di Charleville-La Houillère
- cantone di Mézières-Centre-Ouest
- cantone di Mézières-Est
- cantone di Villers-Semeuse

A seguito della riforma approvata con decreto del 21 febbraio 2014, che ha avuto attuazione dopo le elezioni dipartimentali del 2015, il territorio comunale della città di Charleville-Mézières viene suddiviso tra i seguenti 4 cantoni
- cantone di Charleville-Mézières-1: comprende parte della città di Charleville-Mézières e i comuni di 
  - Belval
  - Cliron
  - Fagnon
  - Haudrecy
  - Prix-lès-Mézières
  - Tournes
  - Warcq
- cantone di Charleville-Mézières-2: comprende parte della città di Charleville-Mézières e i comuni di 
  - Arreux
  - Damouzy
  - Houldizy
  - Nouzonville
  - Sécheval
- cantone di Charleville-Mézières-3: comprende parte della città di Charleville-Mézières e il comune di Montcy-Notre-Dame
- cantone di Charleville-Mézières-4: comprende parte della città di Charleville-Mézières e il comune di La Francheville

## Società

### Evoluzione demografica
Abitanti censiti

## Amministrazione

### Gemellaggi
- Dülmen[senza fonte]
- Euskirchen[senza fonte]
- Mantova[3]
- Nevers[senza fonte]
- Nordhausen[senza fonte]
- Iida[senza fonte]